# Microsoft
Microsoft Corporation («Ма́йкрософт») — американская публичная транснациональная корпорация, один из крупнейших в мире разработчиков в сфере проприетарного программного обеспечения для различного рода вычислительной техники — персональных компьютеров, игровых приставок, КПК, мобильных телефонов и прочего. Наиболее известными продуктами являются семейства операционных систем Windows и офисных приложений Microsoft Office. Кроме этого компания разрабатывает и продаёт ноутбуки и планшетные компьютеры под брендом Surface, игровые консоли Xbox, а также аксессуары для персональных компьютеров (клавиатуры, мыши и так далее).
Штаб-квартира компании находится в городе Редмонд, штат Вашингтон, США.
Штат сотрудников корпорации по состоянию на 30 июня 2022 года составлял 221 тыс. человек. В 2018 году заняла второе место в списке 500 лучших работодателей мира по мнению журнала Forbes. В списке крупнейших публичных компаний мира Forbes Global 2000 за 2022 год компания заняла 12-е место. В числе крупнейших компаний США по размеру выручки в 2022 году (список Fortune 500) Microsoft заняла 14-е место.

## История
Компания начала свою историю в 1975 году, когда друзья-студенты Гарварда Билл Гейтс и Пол Аллен, прочитав опубликованную 1 января 1975 года в журнале Popular Electronics статью о новом персональном компьютере Altair 8800, разработали для него интерпретатор языка Бейсик. Через месяц, 1 февраля, было подписано лицензионное соглашение с компанией Micro Instrumentation and Telemetry Systems (MITS), производителем этого ПК, об использовании Basic в составе ПО для Altair. Свою компанию они думали назвать «Аллен и Гейтс», но посчитали, что это больше подходит для юридической конторы, и тогда Пол предложил — «Micro-Soft», от «microcomputer» и «software». 4 апреля того же года компания была зарегистрирована как юридическое лицо в штате Редмонд.
Свой первый год новая компания, в которой работало три человека, закончила с оборотом 16 005 $. (для сравнения: в 2000 году выручка корпорации составила 25,3 млрд $, а прибыль — более 7,3 млрд $). В 1977 году Microsoft BASIC был лицензирован компаниям Apple и Radio Shack; в том же году был разработан интерпретатор для языка FORTRAN, а в 1978 году — для COBOL.
В начале 1980-х годов пути двух основателей компании разошлись: по воспоминаниям Аллена, в то время как он не хотел посвящать всю свою жизнь Microsoft, Гейтс был полностью сконцентрирован на работе и развитии компании. По настоянию Гейтса партнёры неоднократно пересматривали свои доли в бизнесе, причём Аллен уступал в пользу Гейтса. Аллен писал в своей книге:

Мой партнёр хотел заграбастать как можно больше и уже ничего не выпускал из рук. С этим я примириться не мог… Тогда я подумал, что в какой-то момент должен буду уйти.

В 1981 году компания выпустила MS-DOS, которая являлась переименованной версией 86-DOS, написанной Тимом Патерсоном из Seattle Computer Products. Разработка 86-DOS заняла всего шесть недель и представляла собой клон CP/M от Digital Research, портированный для использования на процессоре 8086 и содержащий всего два отличия от оригинала: улучшенную логику буферизации дисковых секторов и новую файловую систему FAT12. Первая версия 86-DOS вышла в августе 1980 года. Согласно подписанному в ноябре 1980 года договору с IBM, Microsoft требовалось предоставить операционную систему для нового компьютера IBM PC, основанного на процессоре Intel 8086. Для этого Microsoft в мае 1981 года наняла Тима Патерсона для завершения адаптации 86-DOS к прототипу IBM PC, а затем в июле того же года полностью выкупила права на 86-DOS 1.10 за 75 тыс. $. Microsoft сохранила нумерацию версий, но переименовала ОС в MS-DOS. В августе 1981 года лицензированная корпорацией IBM MS-DOS 1.10/1.14 под наименованием PC DOS 1.0 начала поставляться с новыми персональными компьютерами, IBM PC.
В 1983 году Аллен покинул Microsoft, продав часть своих акций по 10 $ за штуку и сохранив место в совете директоров. Эта сделка дала ему средства для инвестиций и в итоге сделала его одним из самых богатых людей в мире: в 2011 году он занимал 57-е место в списке журнала Forbes с капиталом в 13 млрд долларов. Также в 1983 году была выпущена первая версия текстового редактора Word, однако большого успеха не имела, поскольку была слишком сложной для начинающих пользователей; прорывом на рынке офисных приложений стала третья версия Word, выпущенная в 1986 году. В 1984 году Microsoft разработала программное обеспечение (интерпретатор Basic, Word, электронные таблицы Multiplan) для нового компьютера Apple Macintosh, благодаря чему выручка за этот год достигла 100 млн долларов. Однако главной инновацией Macintosh был графический интерфейс пользователя, который значительно упрощал работу на компьютере, и Гейтс решил позаимствовать эту идею для своей MS-DOS. Так 20 ноября 1985 года появилась новая операционная система Microsoft Windows; на её разработку ушло 110 тыс. часов работы программистов. В том же году была выпущена программа Excel, улучшенная модификация электронных таблиц Multiplan.
В марте 1986 года компания провела размещение своих акций на бирже Nasdaq, принёсшее 61 млн долларов; за год курс акций вырос с 25 долларов до 85 долларов, сделав Билла Гейтса миллиардером. В том же году был открыт новый кампус в Редмонде, штат Вашингтон. В 1987 году Microsoft выпустила свой первый CD-ROM с программами, а также купила компанию Forethought, разработчика PowerPoint. В ноябре 1987 года была выпущена Windows 2.0, уже до конца года был продан миллион копий. В 1988 году с полумиллиардом продаж Microsoft стала крупнейшим в мире разработчиком программного обеспечения. В 1989 году состоялся первый выпуск пакета офисных приложений Microsoft Office. 1990 год компания закончила с выручкой 1 млрд долларов и 5600 сотрудников.
В 1993 году начался выпуск электронной мультимедийной энциклопедии Encarta, а также была выпущена первая версия операционной системы Windows NT. В 1996 году совместно с National Broadcasting Company был создан кабельный телеканал MSNBC. Во второй половине 1990-х годов компания разрабатывала программное обеспечение для различной электроники, по состоянию на 1999 год у неё было более 100 лицензионных соглашений с производителями.
В 1998 году Министерство юстиции США подало иск против Microsoft о нарушении антимонопольного законодательства. В результате Microsoft находилась под надзором суда США в соответствии с мировым соглашением 2002 года, однако избежала разделения.
В ноябре 2001 года состоялся первый выпуск игровой приставки Xbox в США, а общемировой релиз произошёл в начале 2002 года.
В 2002 году была представлена операционная система Windows XP, а в следующем году — Windows Server 2003. В 2005 году начался выпуск игровой консоли Xbox 360. В июне 2006 года Билл Гейтс объявил, что отойдёт от непосредственного руководства компанией.
Первым продуктом компании в сфере облачных вычислений стал Microsoft OneDrive — служба размещения и синхронизации файлов, выпущенная в 2007 году как часть пакета Office. В феврале 2010 года вышла первая версия облачного сервиса для работы с приложениями Microsoft Azure. Также в этом месяце была анонсирована операционная система для смартфонов Windows Phone 7, чей официальный выпуск состоялся в октябре 2010 года.
В октябре 2012 года Microsoft представила 8-ю версию операционной системы Windows, главной особенностью которой стал плиточный интерфейс.
29 июля 2015 года вышла Windows 10. В функционал системы вернули меню «Пуск», а также впервые представили браузер Edge, заменивший Internet Explorer.
В 2023 году компания потратила более 4 млрд долларов на развитие технологий искусственного интеллекта. Была выпущена малая языковая модель phi-2 с 2,7 млрд параметров, которая проявила себе неплохо даже на фоне превышающих её по размерам конкурентов. В рамках сотрудничества с OpenAI объявлялось о крупных инвестициях в лабораторию. Одним из результатов совместной работы стал инструмент Copilot, появившийся в ряде продуктов и услуг Microsoft, а также как отдельный инструмент.
В мае 2024 года стало известно, что Microsoft начала разработку собственной языковой модели под названием MAI-1 с использованием 500 млрд параметров.

### Слияния и поглощения
До 2011 года крупнейшей сделкой по поглощению иных компаний была покупка Microsoft корпорации aQuantive, занимавшейся интернет-рекламой (сделка была закрыта в августе 2007 года, её общая сумма составила 6,333 млрд $). В 2012 году корпорация списала 6,2 млрд $ из прибыли в связи с признанием этой сделки нерентабельной.
В 2008 году Microsoft пыталась купить за 48 млрд долл. Yahoo!, но, в связи с противодействием её миноритарных акционеров, сделка не состоялась.
В мае 2011 года корпорация объявила о покупке специализирующейся на интернет-телефонии компании Skype Limited за 8,5 млрд долл. Продавцами акций станут основатели «Скайпа» и ряд инвестиционных фондов. После окончания поглощения на базе Skype Limited было создано подразделение Microsoft Skype Division, причём директор Skype Тони Бейтс остался его руководителем.
В начале сентября 2013 года Microsoft объявила о покупке у финской Nokia её подразделения по производству и обслуживанию мобильных телефонов Devices & Services за 5,44 млрд евро. По словам аналитиков, подобным образом Microsoft, соединив разработку мобильных устройств и программной начинки для них, попытается сразиться с Apple. 19 ноября 2013 года собрание акционеров Nokia одобрило эту сделку. Сделка была закрыта 25 апреля 2014 года. В 2016 году корпорация продала подразделение по производству мобильных телефонов вместе с брендом Nokia компаниям FIH Mobile и HMD Global, однако продолжила развивать платформу Windows 10 Mobile и выпускать смартфоны Lumia.
В сентябре 2014 года Microsoft поглотила шведскую компанию Mojang AB за 2,5 млрд долларов, являющуюся разработчиком игры Minecraft.
В июне 2016 года была за 26,2 млрд долларов была куплена социальная сеть LinkedIn. В январе 2018 года компания Microsoft объявила о покупке PlayFab — backend-провайдера услуг для создания и запуска игр на основе облачных технологий. Услугами компании пользуются более 3 тысяч студий, её можно найти в более чем 1,2 тысячи действующих игр охватом около 700 млн человек. Знаменитые клиенты: Disney, Rovio и Atari. Известные проекты: игры Idle Miner Tycoon, Angry Birds Seasons и Roller Coaster Tycoon Touch. В том же году Microsoft купила за 7,5 млрд долларов GitHub — крупнейший сервис для хостинга исходных кодов программных продуктов и совместной разработки.
В марте 2021 года за 8,1 млрд долларов была куплена компания ZeniMax Media (разработчик компьютерных игр). В апреле 2021 года стало известно, что Microsoft получила от Министерства обороны США контракт на поставку носимых устройств дополненной реальности для армии. Сумма контракта составляет 21,9 млрд $. В течение десяти лет Microsoft должна поставить американской армии 120 тыс. устройств, созданных на базе её очков дополненной реальности HoloLens.
В августе 2021 года была зафиксирована крупнейшая атака в истории, как заявили в компании. Она была направлена против европейской компании, которая являлась пользователем облачного сервиса. Атака длилась около десяти минут, максимальный трафик достигал 2,4 Тбит/с. Зафиксированы 70 тысяч источников из нескольких стран Азиатско-Тихоокеанского региона: Малайзия, Вьетнам, Тайвань, Япония, Китай, а также США.
18 января 2022 года Microsoft объявила о планах покупки Activision Blizzard за 68,7 млрд долларов и сообщила, что «как можно больше игр» этой студии войдут в каталог Xbox Game Pass в тот момент, когда сделка будет завершена. Сделка была одобрена Европейской комиссией 15 мая 2023 года. Это крупнейшая сделка в истории игровой индустрии, и крупнейшее приобретение в истории Microsoft. В марте 2022 года была завершена ещё одна крупная сделка — за 20 млрд долларов была куплена компания Nuance Communications, разработчик программного обеспечения в сфере здравоохраненияс.
19 июля 2024 года произошел глобальный сбой систем Microsoft, вызвавший нарушения работы банков, СМИ, аэропортов, больниц и т.д. Виной происшествия является проблемное обновление от поставщика решений информационной безопасности CrowdStrike.
5 мая 2025 года Microsoft официально отключила сервис Skype, окончательно переведя пользователей на его альтернативу — Teams.

## Собственники и руководство
Акции компании Microsoft котируются на бирже NASDAQ, её рыночная капитализация по состоянию на февраль 2023 года составляла 2 трлн долларов. Институциональным инвесторам по состоянию на начало 2023 года принадлежало 70 % акций, крупнейшими из них были: The Vanguard Group (8,5 %), Capital Group Companies (7,5 %), BlackRock (7,0 %), State Street Global Advisors (4,0 %), FMR Co., Inc. (2,7 %), T. Rowe Price Associates, Inc. (2,3 %), Geode Capital Management (1,9 %), Morgan Stanley (1,4 %). Крупнейшим частным акционером является Билл Гейтс, на ноябрь 2022 года владевший 1,38 % акций компании.
- Сатья Наделла (Satya Nadella, род. 19 августа 1967 года) — председатель совета директоров с июня 2021 года и главный исполнительный директор с февраля 2014 года; в компании с 1992 года[53]. Также входит в совет директоров Starbucks.
- Брэдфорд Ли Смит (Bradford Lee Smith, род. 17 января 1959 года) — президент с 2015 года и вице-председатель с 2021 года. В компании с 1993 года, с 2002 года был юрисконсультом.

## Деятельность
Корпорация Microsoft является разработчиком широкого спектра программного и аппаратного обеспечения, известность во всём мире ей принесли в первую очередь операционные системы семейства Windows, а также программы для работы с документами семейства Microsoft Office. Сегодня корпорация производит множество продуктов: комплекты серверных программ, игры, средства разработки программ, а также игровые консоли Xbox.
Подразделения по состоянию на 2022 год:
- Продуктивность и процессы в бизнесе (Productivity and Business Processes) — различные продукты и услуги для ведения бизнеса, включая набор веб-сервисов Office 365, социальную сеть LinkedIn, приложения по управлению ресурсами предприятий Microsoft Dynamics; 32 % выручки.
- Облачные вычисления (Intelligent Cloud) — облачная платформа Azure, базы данных SQL Server, операционная система Windows Server, среда разработки программ Visual Studio, программы управления серверами System Center, дочерние компании GitHub и Nuance Communications; 38 % выручки.
- Персональные компьютеры (More Personal Computing) — операционные системы Windows, ноутбуки, планшетные компьютеры, игровые консоли, поисковая система и информационные порталы; 30 % выручки.

Операционные центры компании находятся в США, Ирландии и Сингапуре. Товары под торговыми марками компании выпускаются сторонними контрактными производителями. Также с контрактными производителями имеются соглашения о предустановке программных продуктов Microsoft на новое оборудование (персональные компьютеры, серверы и др.), основным таким продуктом является операционная система Windows; эти соглашения приносят основную часть выручки Microsoft Corporation. Около половины выручки приходится на США.
Выручка за финансовый год, закончившийся 30 июня 2022 года, составила 198,3 млрд долларов, по категориям продуктов и услуг она распределилась следующим образом:
- Программные продукты для серверов — 67,3 млрд,
- Программные продукты для офиса — 44,9 млрд,
- Windows — 24,8 млрд,
- Компьютерные игры — 16,2 млрд,
- LinkedIn — 13,8 млрд,
- Поиск и новости — 11,6 млрд,
- Услуги предприятиям — 7,4 млрд,
- Оборудование — 7,0 млрд.

Microsoft регулярно производит поглощение других разработчиков ПО. В частности, в результате приобретения компаний Navision, Solomon, Great Plains в ассортименте Microsoft появилось новое крупное направление Microsoft Dynamics (ранее называлось Microsoft Business Solutions). В России представлены три решения этого направления: ERP-системы Axapta, Navision и система управления отношениями — Microsoft Dynamics CRM.
Компания является партнёром и крупным инвестором OpenAI, начиная с 2019 года. В результате этого сотрудничества Microsoft стала эксклюзивным поставщиком услуг облачных вычислений для OpenAI, а также получила возможность внедрения ChatGPT в свои продукты. В начале февраля 2023 года она представила новые версии браузера Edge и поисковой системы Bing, оснащённые искусственным интеллектом.

### Показатели деятельности
Штат насчитывал в 2010 году 89 тыс. постоянных сотрудников.
Выручка компании за 2006 фин. год — 44,3 млрд $, чистая прибыль — 12,6 млрд $.
Выручка корпорации в 2010 финансовом году — 62,5 млрд $, операционная прибыль — 24,1 млрд $, чистая прибыль — 18,8 млрд $.
|                     | 2011  | 2012  | 2013  | 2014  | 2015  | 2016  | 2017  | 2018  | 2019  | 2020  | 2021  | 2022  |
| ------------------- | ----- | ----- | ----- | ----- | ----- | ----- | ----- | ----- | ----- | ----- | ----- | ----- |
| Выручка             | 69,94 | 73,72 | 77,85 | 86,83 | 93,58 | 91,15 | 96,57 | 110,4 | 125,8 | 143,0 | 168,1 | 198,3 |
| Чистая прибыль      | 23,15 | 16,98 | 21,86 | 22,07 | 12,19 | 20,54 | 25,49 | 16,57 | 39,24 | 44,28 | 61,27 | 72,74 |
| Активы              | 108,7 | 121,3 | 142,4 | 172,4 | 176,2 | 202,9 | 250,3 | 258,8 | 286,6 | 301,3 | 333,8 | 364,8 |
| Собственный капитал | 57,08 | 66,36 | 78,94 | 89,78 | 80,08 | 83,09 | 87,71 | 82,72 | 102,3 | 118,3 | 142,0 | 166,5 |

Примечание. Microsoft Corporation завершает финансовый год 30 июня.

### GLEAM
Компания Microsoft активно поддерживает гомосексуальных, бисексуальных и трансгендерных людей, 15 лет существует соответствующий внутрикорпоративный профсоюз GLEAM (Gay, Lesbian, Bisexual and Transgender Employees at Microsoft), в состав которого входит более 700 членов.

### Благотворительность
В США Microsoft финансирует несколько государственных политических институтов, в частности American Enterprise Institute, Cato Institute, Центр стратегических и международных исследований и фонд «Наследие». В разных странах мира, в том числе в России, действует программа Microsoft Software Donation, направленная, по данным официального сайта компании, на бесплатное предоставление программного обеспечения неправительственным организациям (также называемым некоммерческими организациями или NGO).
Microsoft с 2006 года является платиновым спонсором гей-парада в Сиэтле.

## Microsoft в России
На территории России с ноября 1992 года действовало представительство Microsoft (с июля 2004 года — ООО «Майкрософт Рус»). После вторжения России на Украину, в марте 2022 года, Microsoft объявила о приостановке продажи новых продуктов и предоставления услуг в России, однако, продукты Microsoft до сих пор можно приобрести у компаний, являющихся партнёрами Microsoft. В купе с тем, что компаниям в России не разрешили нарушать авторское право, это означает, что компания Microsoft продолжает сотрудничество в России с компаниями и частными лицами, не подпавшими под санкции. Это подтверждают и слова Брэда Смита в письме к Владимиру Зеленскому.
Microsoft не будет продлевать лицензии российским компаниям после 30 сентября 2023 года, то есть, все продукты Microsoft перестанут обновляться.
30 мая 2025 года основное дочернее предприятие Microsoft в России Майкрософт рус» озвучило намерение признать себя банкротом. 25 июля 2025 года им было подано заявление в Арбитражный суд.

## Антимонопольные санкции
В последнее время компания стала ответчицей в исках антимонопольной комиссии ЕС и конкурентов. В итоге компания выпустила такой продукт, как Windows N без Windows Media Player, который считается бесплатным дополнением к дистрибутиву Windows.
В марте 2004 года Еврокомиссия признала американскую компанию виновной в использовании своего доминирующего положения на европейском рынке программного обеспечения и наложила на компанию штраф в размере 497 млн евро, потребовав от Microsoft предоставить сторонним разработчикам информацию о своих продуктах, чтобы они смогли беспрепятственно выпускать совместимые программы. После того, как Microsoft не подчинилась данному решению, в июле 2006 года она вновь была оштрафована — на этот раз на 280,5 млн евро, после чего исполнила решение Еврокомиссии.
13 декабря 2007 года норвежская компания Opera Software, разработчик веб-браузера Opera, заявила что подала жалобу на Microsoft в Еврокомиссию. В жалобе Opera Software просит Microsoft дать пользователям «по-настоящему выбирать» браузер, поставляя с Windows браузеры конкурентов или отделив Internet Explorer от основной поставки. Кроме того, компания требует встроить поддержку открытых веб-стандартов в Internet Explorer.
27 февраля 2008 года европейские чиновники посчитали, что американский монополист всё равно запрашивает с конкурентов «необоснованно высокую плату за доступ к документам, описывающим работу серверных систем для коллективной работы», за что Microsoft была оштрафована ещё на 899 млн евро (это была крупнейшая на то время сумма штрафа, наложенная Еврокомиссией на отдельную компанию).
В июле 2008 года Microsoft попросила Евросоюз аннулировать штраф в $1,35 млрд, наложенный властями за невыполнение условий антимонопольного распоряжения 2004 года. Microsoft назвала штраф «чрезмерным и непропорциональным» и заявила, что Европейская комиссия сделала множество ошибок при расчёте штрафа.
16 января 2009 года Еврокомиссия предъявила корпорации Microsoft новые обвинения в нарушении антимонопольного законодательства. Еврокомиссия считает, что Microsoft нарушает закон о конкуренции, поставляя операционную систему Windows вместе со встроенным браузером Internet Explorer: «сложившаяся ситуация нарушает конкуренцию среди создателей интернет-браузеров, мешает усовершенствованию программного обеспечения, а также значительно сужает выбор пользователя».

## Критика
Корпорация следит за реальными и потенциальными конкурентами (прежде всего за распространением систем Linux), пытаясь сохранить свою монополию, применяя при этом различные методы давления.
Microsoft критикуют за непрозрачную разработку большинства продуктов, что было причиной нескольких судебных разбирательств. Получил известность судебный иск Google против Microsoft, целью которого было получение Google сведений о системе поиска Windows Vista и прочих данных, необходимых для разработки Google Desktop для Windows Vista, одной из функций которого является индексация и поиск файлов.
Internet Explorer появился позже, чем аналогичные продукты некоторых конкурентов (например, Netscape Navigator). Тем не менее, Microsoft активно вытесняла сторонние браузеры, встраивая в свой Internet Explorer закрытые технологии, не поддерживающиеся более нигде, такие как ActiveX, специфические функции Javascript и др.; также Internet Explorer вплоть до версии 7.0 обладал недокументированными особенностями реализации, которые приводили к необходимости неинтуитивной подгонки верстальщиками кода разметки страниц под IE. Это привело к тому, что создатели сайтов вынуждены были обеспечивать корректную работу своих сайтов в IE даже в ущерб корректности работы в других браузерах. Существовали и, возможно, существуют до сих пор сайты, работающие исключительно в Internet Explorer. Сайты, разрабатываемые исключительно по стандартам W3C, могут отображаться некорректно в версии IE8.
Microsoft в Российской Федерации также критикуют за преследование нарушителей авторских прав, в том числе за отказ российского представительства компании подписать мировое соглашение по так называемому делу Поносова.
Также Microsoft критикуют за продвижение своего формата текстовых документов Office Open XML (OOXML) в качестве стандарта ISO, так как с одной стороны стандартом уже является OpenDocument (ODF, стандарт ISO/IEC 26300), с другой стороны, формат документов OOXML, используемый в Microsoft Office 2007, не соответствует стандарту OOXML, предложенному самой компанией Microsoft.
Слабая защищенность данных
В начале апреля 2024 года американское правительственное агентство Cyber Safety Review Board предъявило претензию Майкрософт за ужасное состояние безопасности, которое позволило спецслужбам России похитить ключ подписи — центральный элемент безопасности провайдеров облачных услуг.

## Microsoft в культуре
- История развития компании затрагивается в фильме «Пираты Силиконовой долины»
- Документальный сериал «Загрузка. Подлинная история Интернета[англ.]», Часть 1: «Битва браузеров»